# Brachystegia taxifolia
Brachystegia taxifolia är en ärtväxtart som beskrevs av Hermann August Theodor Harms. Brachystegia taxifolia ingår i släktet Brachystegia och familjen ärtväxter. Inga underarter finns listade i Catalogue of Life.